# TUNEL检测

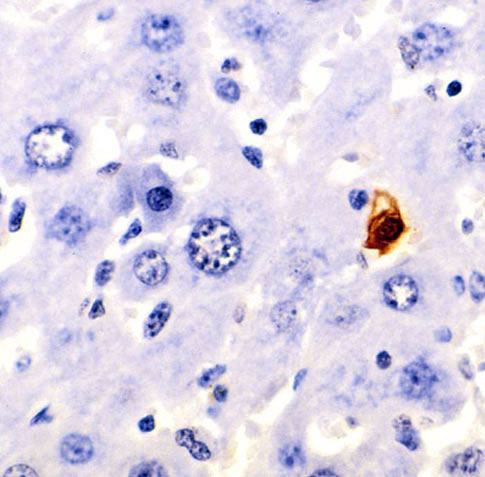
以TUNEL染色法展示出小鼠肝脏中的一个凋亡细胞

末端脱氧核苷酸转移酶脱氧尿苷三磷酸切口末端标记（英語：Terminal deoxynucleotidyl transferase dUTP nick end labeling，简称为TUNEL检测) 是一种通过标记核酸末端从而检测DNA片段的方法。

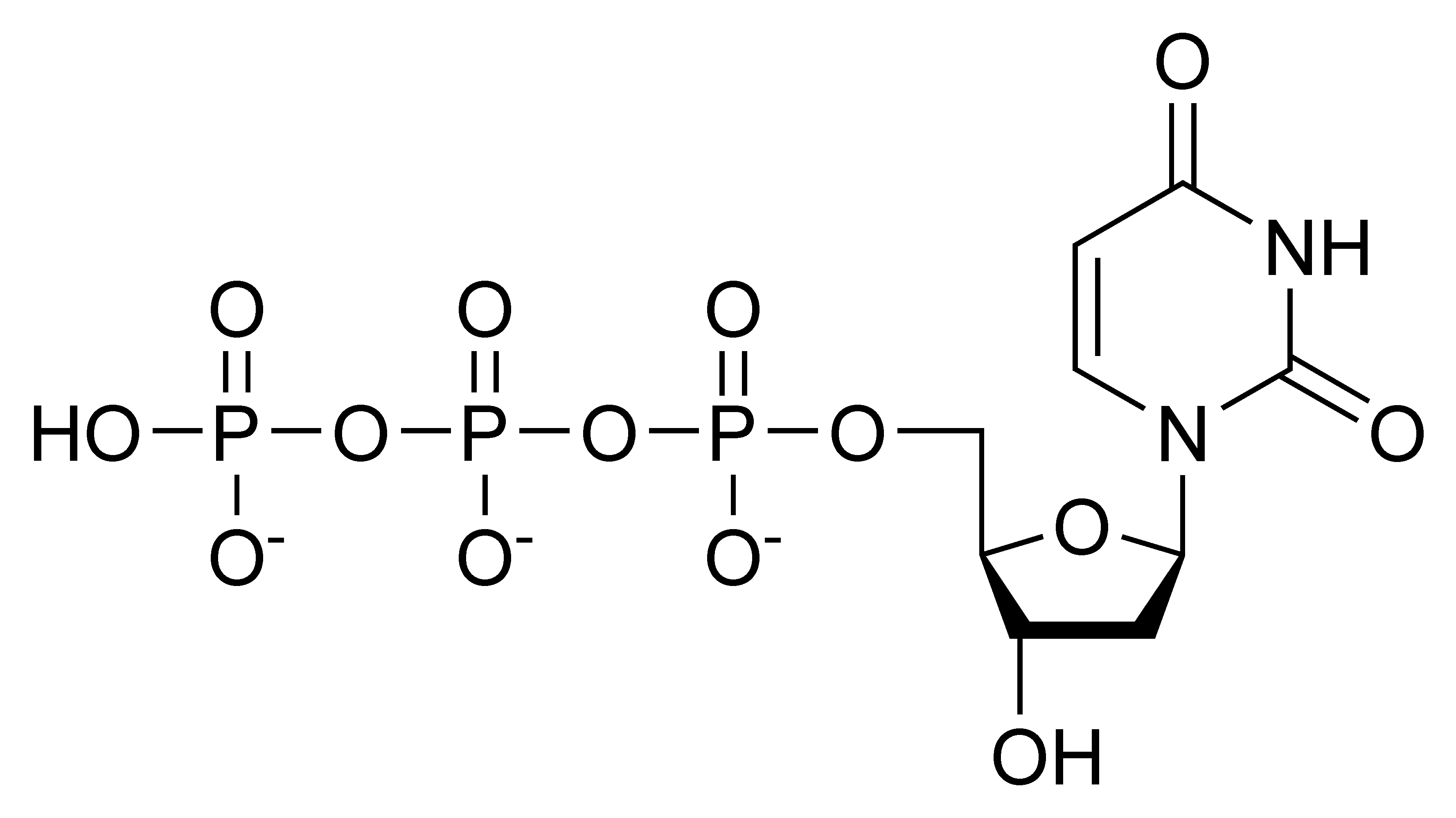
脱氧尿苷三磷酸（dUTP）

## 方法
TUNEL是检测因凋亡信号级联所产生DNA片段的一种常用方法。此试验的基本原理是：存在于DNA上的切口可被末端脱氧核苷酸转移酶（TdT）识别，这种酶将催化dUTP添加到切口上，dUTP继而可被其它标志物所标记。此法亦可用于标记遭到严重DNA损伤的细胞。